# Повіт Сімо-Кіта
Пові́т Сімо́-Кіта́ (яп. 下北郡, しもきたぐん, МФА: [ɕimokʲi̥ta guɴ]) — повіт в префектурі Аоморі, Японія. Населення — 18 297 осіб (на 2009), площа — 551,08 км².

## Населені пункти
- село Кадзамаура
- селище Ома
- село Сай
- село Хіґасідорі